# Dwergkoekoek
De dwergkoekoek (Coccycua pumila) is een vogel uit de familie Cuculidae (koekoeken).

## Verspreiding en leefgebied
Deze soort komt voor in noordelijk Colombia en noordoostelijk Venezuela.